# Babol
Bābol (farsi بابل) è il capoluogo dello shahrestān di Babol, circoscrizione Centrale, nella provincia del Mazandaran in Iran. Aveva, nel 2006, una popolazione di 198 636 abitanti. La città si trova una ventina di chilometri a sud del litorale del mar Caspio, dove si trova la città di Babolsar; è un grosso centro commerciale ed è famosa per i suoi aranceti, tanto da essere soprannominata "la città dei fiori d'arancio". 
Anticamente si chiamava Mamtir (o Mamatir) e poi Barforush.